# Política internacional
A política internacional tem como objetivo acontecimentos e processos políticos que ocorrem além das fronteiras dos Estados nacionais.